# Urcel
Urcel é uma comuna francesa na região administrativa de Altos da França, no departamento de Aisne. Estende-se por uma área de 7,2 km². Em 2010 a comuna tinha 595 habitantes (densidade: 82,6 hab./km²).